# Slättåkra kyrka
Slättåkra kyrka är en kyrkobyggnad som sedan 2008 tillhör Slättåkra-Kvibille församling (tidigare Slättåkra församling) i Göteborgs stift belägen i kyrkbyn Slättåkra i Halmstads kommun.

## Kyrkobyggnad
Den ursprungliga kyrkan uppfördes på 1100- eller 1200-talet i romansk stil med långhus, kor och halvrund absid. Tornet är lika brett som långhuset och uppfördes 1776 då kyrkan även i övrigt om- och tillbyggdes. Tornets övre del är av trä. Spiran är nedtill plåtklädd och har upptill en åttakantig lanternin klädd med svart träspån. Överst sitter en metallspira med kyrktupp. 
En sakristia på kyrkans norra sida tillbyggdes 1936, då kyrkan även i övrigt genomgick en betydande invändig restaurering under ledning av Harald Wadsjö. Den 1776 borttagna triumfbågen byggdes upp på nytt vid restaureringen. 

## Dekormålningar
Det välvda taket tillkom 1793 och 1801 målade Peter Hallberg från Halmstad tak och läktarbröstning. Dessa målades emellertid över, troligen 1874-1876, för att åter tas fram 1935-1936 av konservatorn Erik Sköld och konstnären Arvid Carlsson.

## Inventarier
- Predikstol från 1634 med målningar från 1634. På korgens sidor de fyra evangelisterna.
- Altaruppsatsen är från senare delen av 1500-talet och i renässansutförande.
- Dopfunten av trä är från första hälften av 1700-talet, förvaras på Halmstads museum.
- Triumfkrucifix från 1200-talet.
- Kristusmålning från omkring 1875 av Wilhelmina Lagerholm föreställande Bertel Thorvaldsens Kristusstaty. Restaurerad och 2021 upphängd på kyrkorummets södra vägg. Under 60 år var den uppsatt som kyrkans altarprydnad.
- Kyrkklockorna är från 1789 och 1909.

### Orgel
- Kyrkans första orgel byggdes 1803 av  Lars Strömblad med 16 stämmor.
- En ny orgel byggdes 1866  av Gustaf Blomqvist. Orgeln ombyggdes 1867 och 1887 av Carl Johannes Carlsson, Virestad.
- Gustav Blomquists orgel ersattes 1904 av en helt ny orgel av Eskil Lundén
- Den nuvarande orgeln är nyggd 1962 av Olof Hammarberg, Hammarbergs Orgelbyggeri AB, Göteborg. Subbas 16 och Principal 8 i pedalen är stämmor från tidigare orglar.

| Huvudverk I      | Bröstverk II   | Pedal           | Koppel |
| Rörflöjt 8´      | Gedagt 8'      | Subbas 16´ g    | I/P    |
| Fugara 8'        | Rörflöjt 4'    | Principal 8´ g  | II/P   |
| Principal 4'     | Principal 2'   | Gedagtpommer 4´ | II/I   |
| Hålflöjt 4'      | Nasat 1 1/3'   | Nachthorn 2'    |        |
| Waldflöjt 2'     | Scharf 2 k     | Fagott 16'      |        |
| Sesquialtera 2 k | Rörskalmeja 8' |                 |        |
| Mixtur 4 k       |                |                 |        |

## Bilder

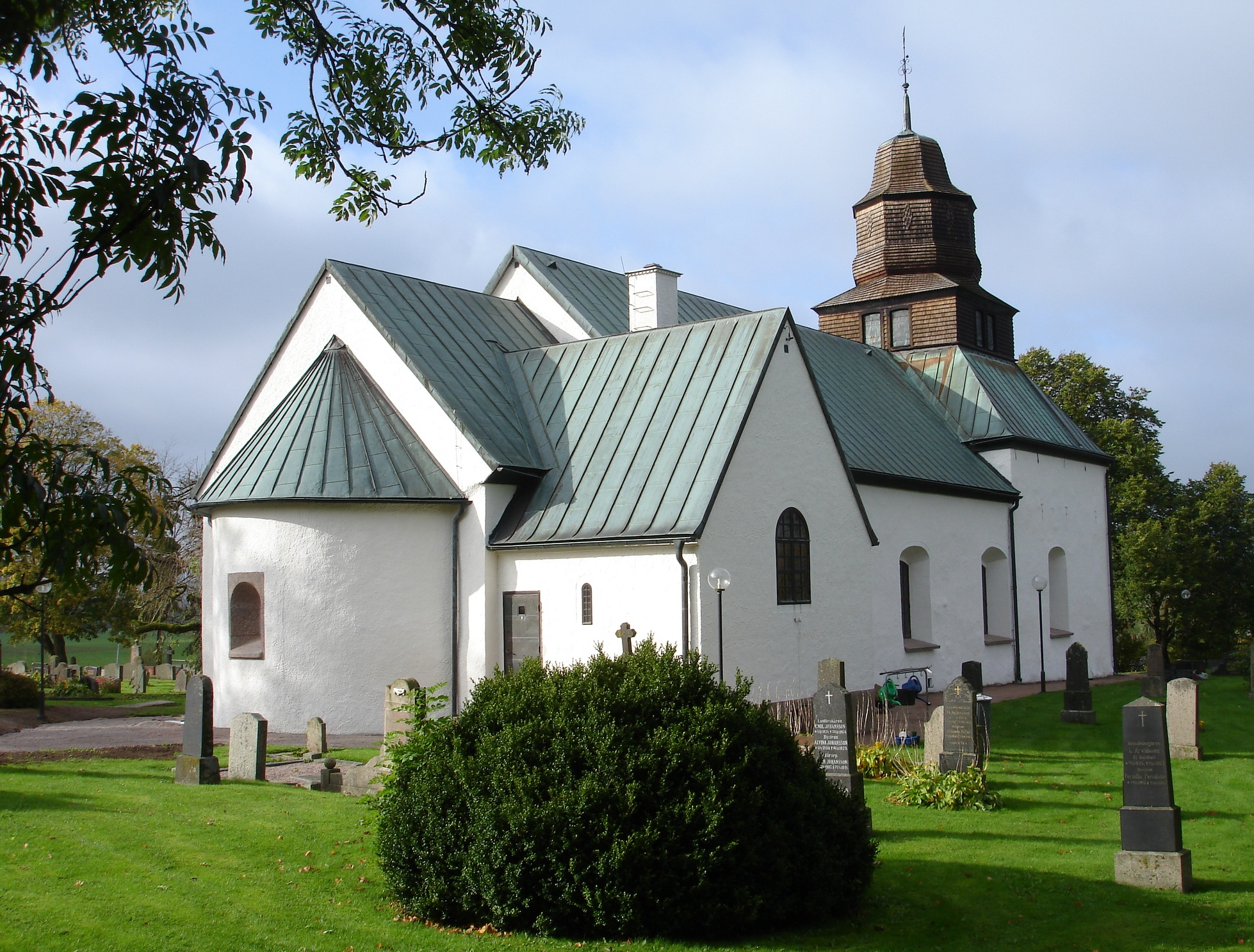
Kyrkan från sydost.
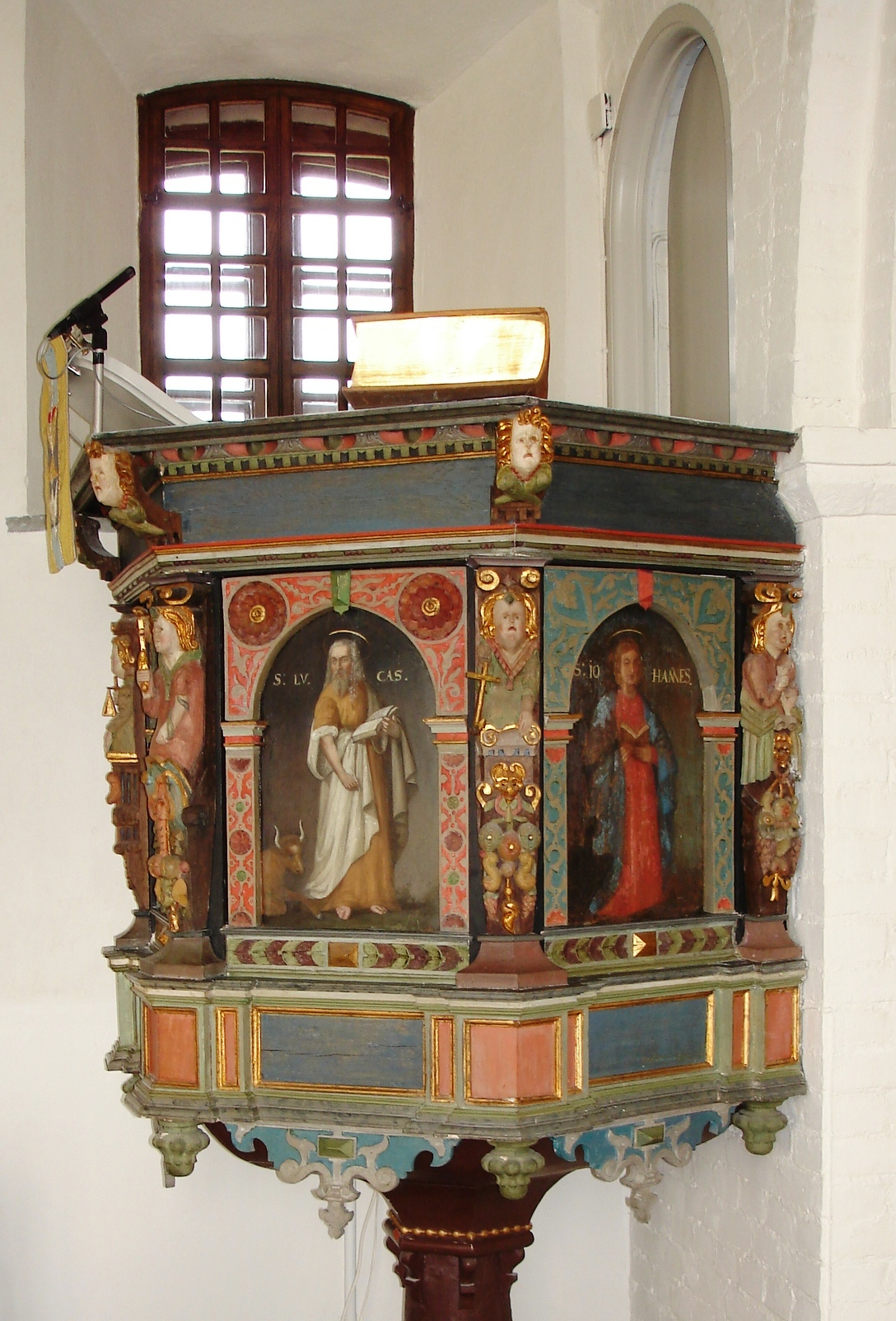
Predikstolen från 1634.
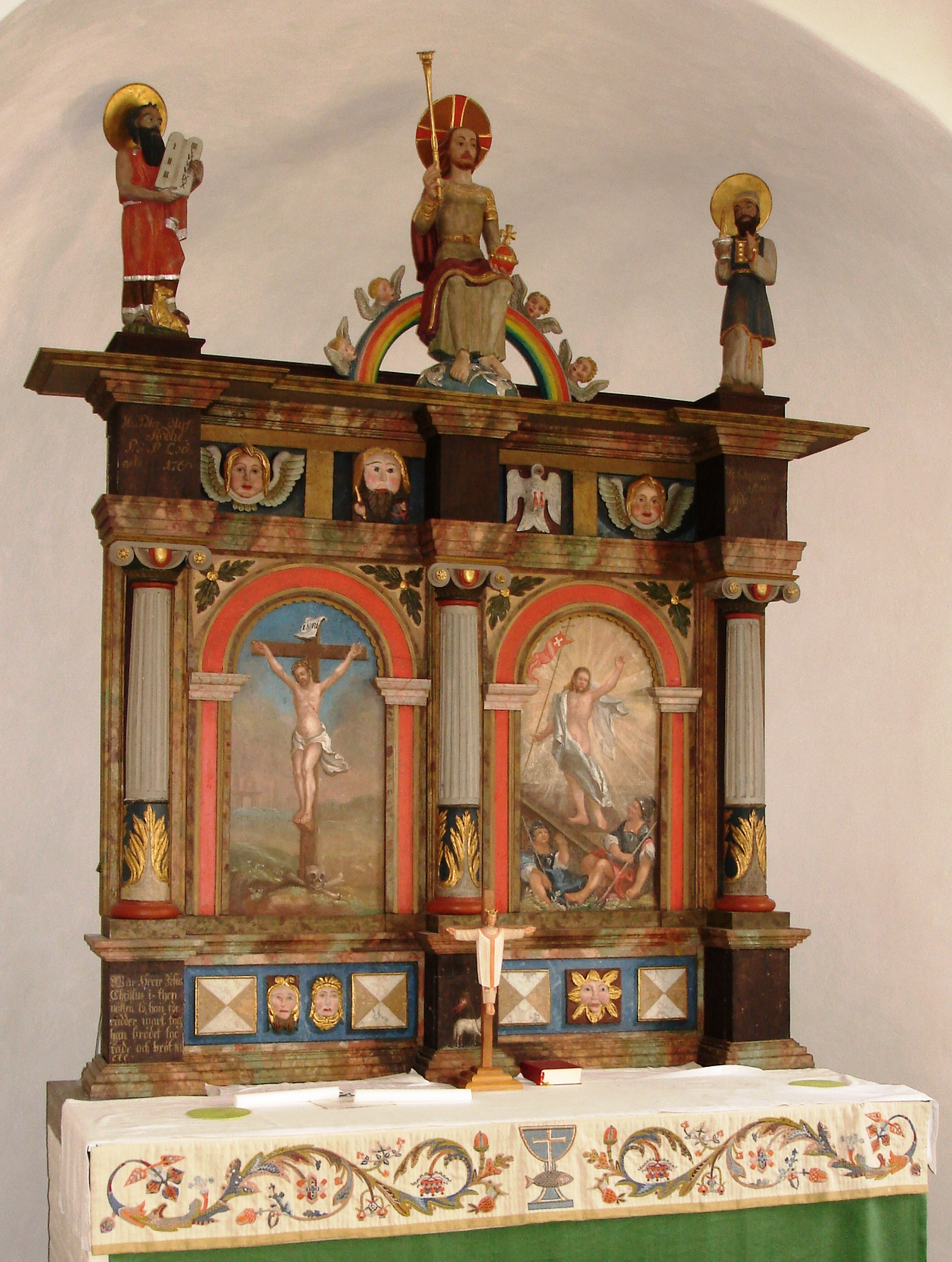
Altaruppsatsen från 1500-talet.
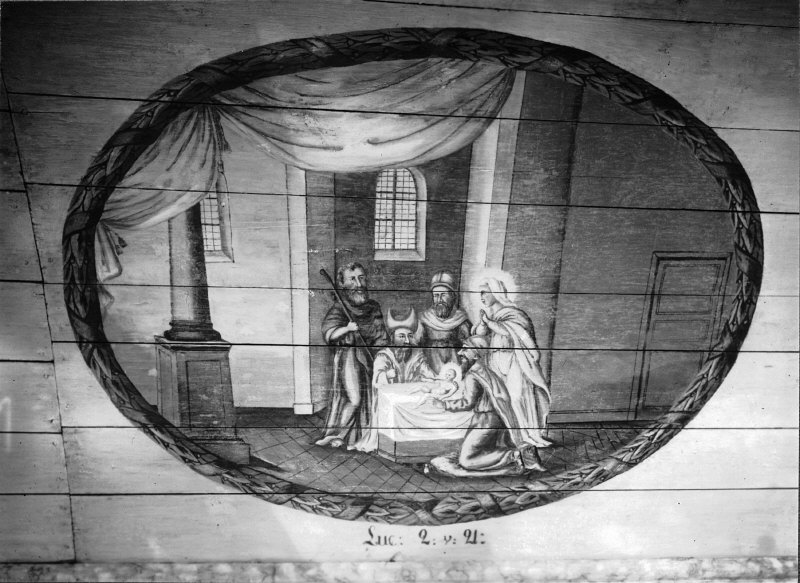
Del av takmålning.